# Champfrémont
Champfrémont est une commune française, située dans le département de la Mayenne en région Pays de la Loire, peuplée de 282 habitants.
La commune fait partie de la province historique du Maine, et se situe dans le Bas-Maine.

## Géographie

### Climat
Pour des articles plus généraux, voir Climat des Pays de la Loire et Climat de la Mayenne.
En 2010, le climat de la commune est de type climat océanique dégradé des plaines du Centre et du Nord, selon une étude du CNRS s'appuyant sur une série de données couvrant la période 1971-2000. En 2020, Météo-France publie une typologie des climats de la France métropolitaine dans laquelle la commune est dans une zone de transition entre le climat océanique et le climat océanique altéré et est dans la région climatique  Normandie (Cotentin, Orne), caractérisée par une pluviométrie relativement élevée (850 mm/a) et un été frais (15,5 °C) et venté. 
Pour la période 1971-2000, la température annuelle moyenne est de 10,3 °C, avec une amplitude thermique annuelle de 14,1 °C. Le cumul annuel moyen de précipitations est de 785 mm, avec 12,6 jours de précipitations en janvier et 7,6 jours en juillet. Pour la période 1991-2020, la température moyenne annuelle observée sur la station météorologique de Météo-France la plus proche, « Alençon - Valframbert », sur la commune d'Alençon à 14 km à vol d'oiseau, est de 11,3 °C et le cumul annuel moyen de précipitations est de 743,7 mm,. Pour l'avenir, les paramètres climatiques de la commune estimés pour 2050 selon différents scénarios d'émission de gaz à effet de serre sont consultables sur un site dédié publié par Météo-France en novembre 2022.

## Urbanisme

### Typologie
Au 1er janvier 2024, Champfrémont est catégorisée commune rurale à habitat très dispersé, selon la nouvelle grille communale de densité à sept niveaux définie par l'Insee en 2022.
Elle est située hors unité urbaine. Par ailleurs la commune fait partie de l'aire d'attraction d'Alençon, dont elle est une commune de la couronne,. Cette aire, qui regroupe 89 communes, est catégorisée dans les aires de 50 000 à moins de 200 000 habitants,.

### Occupation des sols
L'occupation des sols de la commune, telle qu'elle ressort de la base de données européenne d’occupation biophysique des sols Corine Land Cover (CLC), est marquée par l'importance des territoires agricoles (74,6 % en 2018), une proportion identique à celle de 1990 (74,6 %). La répartition détaillée en 2018 est la suivante : 
prairies (44,6 %), forêts (23,2 %), zones agricoles hétérogènes (16,2 %), terres arables (13,8 %), milieux à végétation arbustive et/ou herbacée (2,2 %). L'évolution de l’occupation des sols de la commune et de ses infrastructures peut être observée sur les différentes représentations cartographiques du territoire : la carte de Cassini (XVIIIe siècle), la carte d'état-major (1820-1866) et les cartes ou photos aériennes de l'IGN pour la période actuelle (1950 à aujourd'hui).

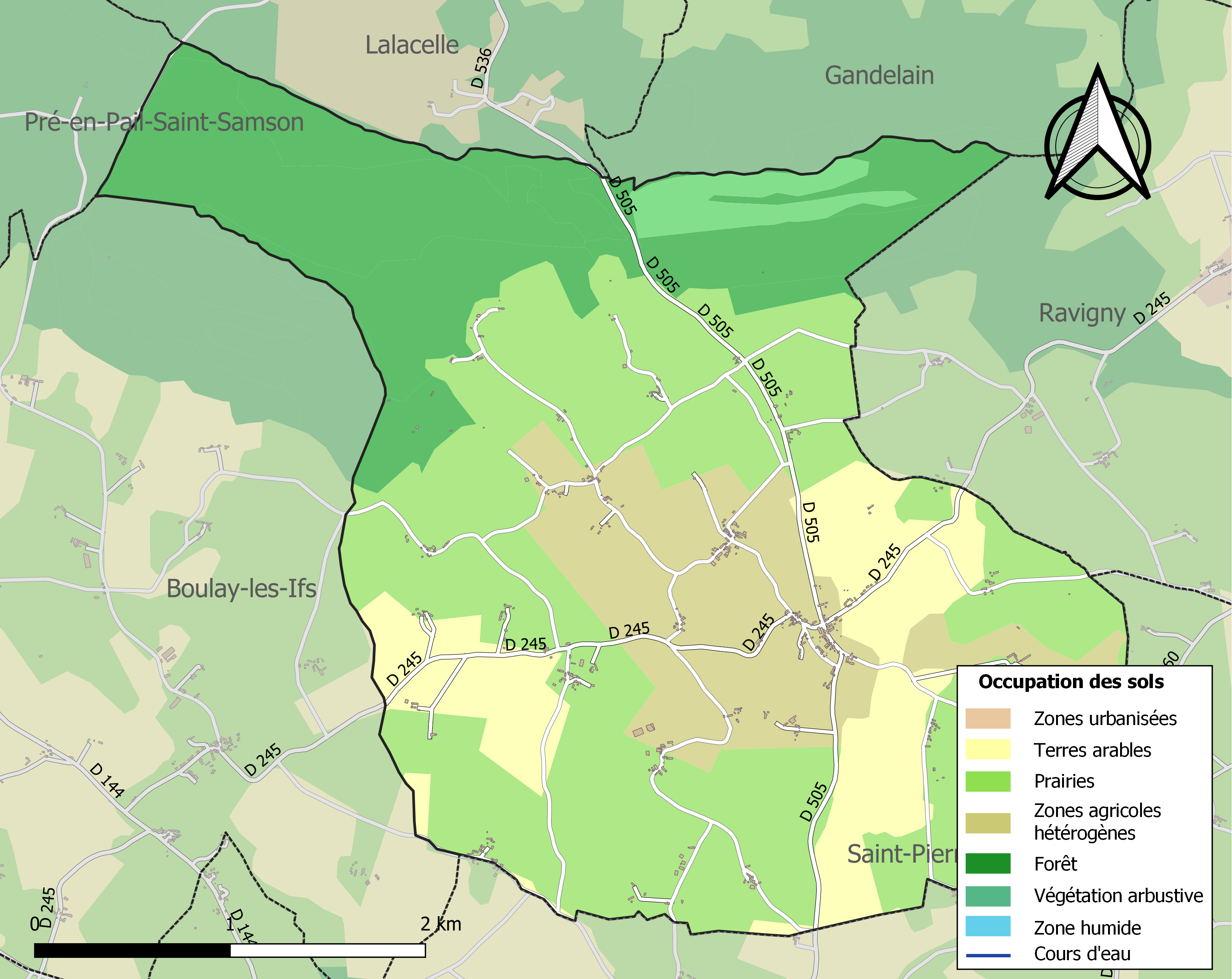
Carte des infrastructures et de l'occupation des sols de la commune en 2018 (CLC).

## Histoire
[réf. nécessaire]Le village est d'origine gallo-romaine. C'était alors le camp militaire d'un certain Frémont issu de Fremendus[réf. nécessaire]. Les seigneurs de Champfrémont sont d'ailleurs connus depuis fort longtemps et en 1126 il était question du camp Frémusio(forme médiévale latinisée) Champfrémoux en 1450 puis, par évolution phonétique Champfrémont.

## Héraldique
| Blason de Champfrémont | Blason  | D’azur, à une rencontre de bélier d’or, d’où jaillit une source d’argent, accompagnée de trois molettes d’or. |
| Blason de Champfrémont | Détails | L’azur indique la présence du ruisseau du Passoir qui traverse le territoire communal, mais rappelle aussi les couleurs de l’ancienne province du Maine à laquelle se rattache Champfrémont. La tête de bélier ou de bouc sur laquelle jaillit une source symbolise le miracle de sainte Anne. Selon cette histoire, c’est un bélier qui a indiqué l’endroit où se trouvait une source, à peu de distance de la petite chapelle dédiée à la sainte et objet d’un culte très marqué dans le secteur. Les molettes d’éperon sont la reprise d’une partie du blason du seigneur de la Broise qui posséda Champfrémont pendant de nombreuses années. La reprise intégrale des armes de famille étant interdite pour une commune, il suffit d’en emprunter un ou plusieurs éléments. Les ornements sont deux deux branches de chêne de sinople, fruitées d’or, mises en sautoir par la pointe et liées d’or pour rappeler la forêt de Multonne en partie sur le territoire communal. Le listel d'argent porte le nom de la commune en lettres majuscules de sable. La couronne de tours dit que l’écu est celui d’une commune ; elle n’a rien à voir avec des fortifications. Le statut officiel du blason reste à déterminer. |

## Population et société

### Démographie
L'évolution du nombre d'habitants est connue à travers les recensements de la population effectués dans la commune depuis 1793. Pour les communes de moins de 10 000 habitants, une enquête de recensement portant sur toute la population est réalisée tous les cinq ans, les populations de référence des années intermédiaires étant quant à elles estimées par interpolation ou extrapolation. Pour la commune, le premier recensement exhaustif entrant dans le cadre du nouveau dispositif a été réalisé en 2005.
En 2022, la commune comptait 282 habitants, en évolution de −7,54 % par rapport à 2016 (Mayenne : −0,73 %, France hors Mayotte : +2,11 %).
| 1793 | 1800 | 1806 | 1821 | 1831 | 1836 | 1841 | 1846 | 1851 |
| ---- | ---- | ---- | ---- | ---- | ---- | ---- | ---- | ---- |
| 862  | 834  | 844  | 864  | 943  | 920  | 973  | 863  | 784  |

| 1856 | 1861 | 1866 | 1872 | 1876 | 1881 | 1886 | 1891 | 1896 |
| ---- | ---- | ---- | ---- | ---- | ---- | ---- | ---- | ---- |
| 804  | 768  | 775  | 745  | 762  | 726  | 730  | 696  | 649  |

| 1901 | 1906 | 1911 | 1921 | 1926 | 1931 | 1936 | 1946 | 1954 |
| ---- | ---- | ---- | ---- | ---- | ---- | ---- | ---- | ---- |
| 624  | 616  | 602  | 501  | 473  | 430  | 418  | 397  | 354  |

| 1962 | 1968 | 1975 | 1982 | 1990 | 1999 | 2005 | 2006 | 2010 |
| ---- | ---- | ---- | ---- | ---- | ---- | ---- | ---- | ---- |
| 358  | 294  | 272  | 246  | 241  | 248  | 292  | 290  | 316  |

| 2015 | 2020 | 2022 | - | - | - | - | - | - |
| ---- | ---- | ---- | - | - | - | - | - | - |
| 302  | 285  | 282  | - | - | - | - | - | - |

### Manifestations culturelles et festivités
- La fête de Saint-Anne le 26 juillet de chaque année.

### Sports
L’Association sportive de Multonne est composée de deux sections : la section VTT et la section course à pied. Des sorties sont réalisées par la section VTT.
Des manifestations sportives reviennent chaque année :
- la course du 8 mai : course par niveau ;
- la TransMultonne le dernier dimanche d’août : 
  - randonnée VTT allant de 10 à 45 km modulables,
  - trails de 10, 15, 30 ou 45 km,
  - randonnée pédestre de 10 ou 15 km.

## Économie
On note la présence d'une épicerie avec dépôt de pain, d'un gite et d'un bar-tabac-essence.

## Culture locale et patrimoine

### Lieux et monuments
- Château de la Bellière.
- Champfrémont abrite une partie du site Natura 2000 de la forêt de Multonne[19].
- Un site Sainte-Anne avec sa chapelle, sa source, son verger conservatoire, son étang,
- Des sentiers de randonnées pédestres.

### Personnalités liées à la commune
- Hélène Grégoire (écrivain) raconte Champfrémont dans le livre Cœur de pierre ;
- Maquis de Courtemiche